# 桓姓
桓姓，为中文姓氏之一，百家姓排行第407。

## 起源
其來源有四：
- 據《姓氏考略》載， 黃帝有一個大臣名為桓常，其子孫以“桓”字為姓。
- 出自姜姓齐桓公後裔，以諡號為氏。
- 出自子姓宋桓公後裔，以諡號為氏。
- 出自鮮卑族烏丸氏所改。

## 郡望堂號
- 譙郡：東漢建元年間的時候，將沛郡分出了一部分設置了譙郡，相當於今天的安徽、河南兩省之間的地區。
- 匡晉堂：晉朝桓氏有十一個將軍（桓石秀、桓石虔、桓伊、桓沖、桓雄、桓雲、桓濤、桓溫、桓霍、桓謙、桓振）曾匡扶晉室。

## 延伸阅读
[在维基数据编辑]
 《百家姓》
 《欽定古今圖書集成·明倫彙編·氏族典·桓姓部》，出自陈梦雷《古今圖書集成》